# Siphocampylus polycladus
Siphocampylus polycladus är en klockväxtart som beskrevs av Franz Elfried Wimmer. Siphocampylus polycladus ingår i släktet Siphocampylus och familjen klockväxter. Inga underarter finns listade i Catalogue of Life.